# 布里亞特共和國

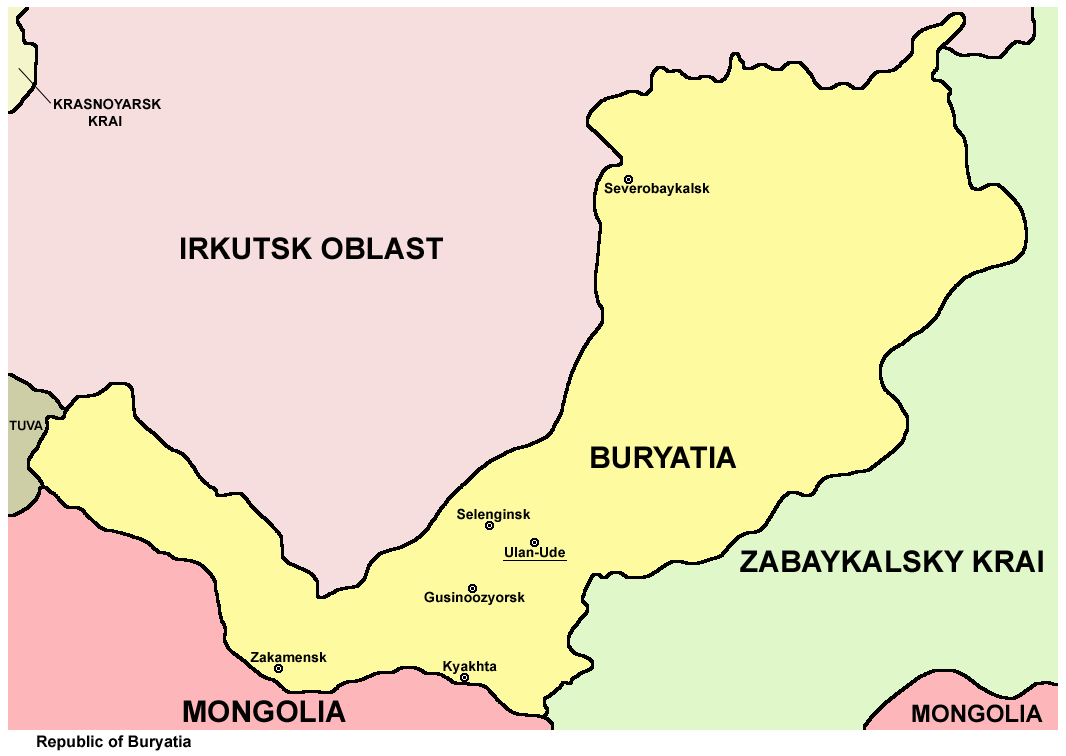

布里亚特共和国（羅馬化：Respublika Buryatiya；布里亞特語： 或 ，罗马化分别为 Buryaad Ulas 和 Buryaad Respublika）是俄罗斯联邦的一个主体（共和国），屬於遠東聯邦管區和東西伯利亞經濟區。南鄰蒙古國，西鄰圖瓦共和國，北部與西北部與伊爾庫茨克州接壤，東鄰後外貝加爾邊疆區。其官方语言为布里亞特語和俄语。面积351,300平方公里。该地区首府为乌兰乌德，重要城市有恰克图等。

## 歷史
布里亞特地區早期是屬於匈奴部落聯盟的北部邊陲，現代留存的下烏金斯克遺址和南境的匈奴墓葬，都能顯示出這點。到之後就是一個長時段的蒙古化過程，在9-13世紀在貝加爾湖西部活躍的是豁里禿馬惇部，而伊爾庫次克南部及布里亞特西南部居住的則是禿馬惇部，北部則是八兒渾部，他們都於13世紀遷往內蒙古。成吉思汗統一蒙古各部時布里亞特人也被納入其中，時被稱為林中百姓、不里牙惕，由嶺北行省管轄。種族上是厄魯特人近支，原遊牧于外貝加爾地區，後來向北發展到葉尼塞河與勒拿河之間地區。到明代後該地域從屬于瓦剌，外貝加爾湖地區則作為蒙古部一部分，一直到十七世紀都由喀爾喀部車臣汗和土謝圖汗所統治。
俄羅斯帝國對布里亞特地區的滲透始於1620年。在明末清初的1631年，俄國人到達葉尼塞河支流通古斯卡河上游，與布里亞特人發生衝突。在貝加爾湖交通要津和商貿路線上俄羅斯陸續建立起許多殖民據點，俄羅斯的農民、哥薩克和商人不斷遷入。經過25年的戰爭，布里亞特人被征服，沒入俄羅斯。但其中一部分布里亞特人繼續反抗俄人，向南移入喀爾喀領地。另一部分布里亞特人，當清軍在黑龍江以西打敗俄人時投向中國，被賜名巴爾虎人，編入八旗，並安置在呼倫貝爾地區。
1689年清俄簽訂《尼布楚條約》，額爾古納河西岸的布里亞特轉變成俄羅斯領土範圍，時南境喀爾喀部與俄羅斯之間邊界未有定下。彼得大帝於1703年正式將整個地區納入帝國疆域，至1727年《恰克圖條約》時俄羅斯徹底吞併貝加爾湖和外貝加爾地區，布里亞特人由此與其他的蒙古部落分隔。時布里亞特貴族在東西伯利亞總督的管轄下享有一定的自治權，之後當地的工業和貿易活動越加活躍，原住民的薩滿教信仰也逐漸被藏傳佛教和東正教取代。
布里亞特人格里戈里·米哈伊洛維奇·謝苗諾夫與手下羅曼·馮·恩琴發動的泛蒙古主義在外蒙古獨立後的真空時間，對外蒙歷史大有影響。布里亚特自治共和国成立於1923年5月30日，全称为布里亚特蒙古苏维埃社会主义自治共和国，1958年改称布里亚特苏维埃社会主义自治共和国，隶属于苏联的俄罗斯苏维埃联邦社会主义共和国。蘇維埃政權統治的70多年，布里亞特人基本上已經喪失了自己的語言文化，以俄語為母語。布里亞特青年不懂本族語，不看本民族文學作品，不聽本民族的音樂，完全是在蘇俄文化的薰陶下長大。原布里亞特的知識界已經在30年代的大清洗中被肅清。苏联解体後，1992年，改国名为布里亚特共和国。民族文化開始復興，藏傳佛教也跟著復興，布里雅特共和國重建安寧喇嘛寺院，在距烏蘭烏德不遠的伊沃金寺佛學院為布里亞特、圖瓦、卡爾梅克、莫斯科和聖彼德堡等19處的藏傳佛教團體培養新一代主持。十四世達賴喇嘛曾多次到訪布里亞特，1991年8月達賴喇嘛第四次訪蘇，走訪布里亞特和卡爾梅克，1992年9月再次訪俄，重遊布里亞特、卡爾梅克和圖瓦。

## 地理
位於东西伯利亚南部，西邻贝加尔湖，和图瓦共和国接壤，南鄰蒙古国，北部與西北部與伊爾庫茨克州接壤，東鄰赤塔州。北南距離長600公里，東西420公里。属温带大陆性气候，年降水量不足500公釐。
布里亞特共和國是典型的山地地形，平原少，海拔500—700公尺。國內擁有聞名世界的大湖──貝加爾湖。共和國內水域系統發達，許多河流流入貝加爾湖。重要的河流有：色楞格河和巴爾古津河。五分之四的國土被森林覆蓋，南部是草原和半森林半草原地帶。樹木種類主要是紅松和冷杉林。

## 氣候
布里亞特共和國氣候為明顯的溫帶大陸性氣候，冬季長且寒冷，無風少雪，夏季短而暖溫。夏季溫度於14℃至22℃之間，冬季在零下18℃至零下28℃之間。早期霜凍一般在八月下旬來臨，平均年降雨量為300毫米左右，植物生長期約為90天-155天。在此氣候條件下，多年生耐寒植物品種多樣。

## 人口
人口为97万人（2021年），民族主要有布里亚特人（蒙古族一支，佔33 %）、俄罗斯人(佔63%)、乌克兰人、鞑靼人等。30多萬布里亞特蒙古人分佈在布里亞特共和國，還有15萬布里亞特蒙古人分佈于伊爾庫次克州的烏斯季—奧爾登斯基布里亞特民族自治區和赤塔州的阿加布里亞特自治區等處。

## 宗教
该地区有各种不同的宗教信仰，其中布里亚特人多信奉传统的藏传佛教，而俄罗斯人则多信仰东正教。该地区亦是俄罗斯的佛教中心。

## 政治
该地区在俄罗斯境内享有较大的自治权利，拥有自己的宪法、立法权、法规和执行权力机构。

## 經濟
布里亞特共和國屬東西伯利亞經濟區，工農業發達，有大型的採礦和木材工業區以及機械製造業。该地区主要工业有采矿和冶金等。境外贸易对象主要是蒙古和中国。乌兰乌德有铁路通往蒙古国首都乌兰巴托。
布里亞特共和國有4個主要經濟區：
1. 布里色楞金斯克經濟區：是布里亞特共和國的主要經濟發展中心，位於色楞格河岸邊，主要進行有色金屬與稀有金屬開採（鎢、鉬）。機械製造業、木材工業、建築材料工業發達，農業有細毛產品和肉類產品，中心是烏蘭烏德市。
2. 布里貝加爾斯克經濟區：位於貝加爾湖畔，以木材工業、漁業和毛皮捕獵業而著名。
3. 奧金斯克杜金斯克經濟區：位於東薩彥嶺東端，伊爾庫特河沿岸。主要以肉奶畜牧業、穀物種植（只在伊爾庫特河沿岸）為主。區內礦產豐富，有霞石正長岩、鋁土礦、石墨、石棉、石灰岩、稀有金屬、有色金屬等。
4. 巴烏多夫斯克經濟區：位於維季姆河畔，主要有黃金開採和捕獵業，並有多種礦產：稀有和有色金屬、纖維石棉等。

## 自然資源
布里亞特共和國有豐富的稀有金屬和有色金屬。地下礦產資源有鎢、鉬、金、多種金屬、石炭、褐煤、鐵礦、霞石正長岩、石墨、石棉、石灰岩。
水利資源潛能平均功率約為1500萬千瓦。此外，布裡亞特共和國還有豐富的森林資源和動物資源。

## 習俗
布里亞特蒙古人的婚禮仍保留北方遊牧民族古老的傳統風俗。婚禮大致分為訂親、送親和結親三個步驟。訂親由男方的使者牽線搭橋。訂親儀式上，女方家長常以假意推辭或靜默來考驗對方的智慧。女方家長接過男方使者呈獻的「哈達」，即表示應允婚事，男方使者將隨身帶來的奶食、糖果鄭重地放入主人家的果盤內，表示兩家已締結「秦晉之好」。此後，男方雙親擇日來女家認親，兩親家母合用羊皮縫被，備兒女新婚之用。婚禮舉行的前一天晚上，女方家舉行隆重的送親儀式，當地人稱「訥利祥」。舉行結婚盛典在新郎家原有的舊蒙古包旁搭起潔白的新包，上系七色彩條，成為草原上特有的洞房。女方送親人擺放完嫁妝後，舉行「搶枕頭」儀式。
許多人平日主食一半以本民族的手擀面、各類肉排等為主，一半是俄羅斯餐。逢年過節時，布裡亞特人還要穿上本民族豔麗的布里亞特袍（外形款式與蒙古袍相似）。

## 服飾
布里亞特蒙古人的服飾別具特色，樣式美觀大方。男人春、夏、秋三季頭戴呢子尖頂帽或前進帽，身著長袍，腰束綢帶，足蹬馬靴。女子則頭系綢巾，未婚女子多身穿溜肩式長裙，前胸打褶，已婚女子身著肩部打褶的長袍。冬季，男女均頭戴尖頂紅纓帽，腳蹬馬靴，身著皮袍或長裙。男子腰束綢帶，女子則在長袍之外再罩一件皮、棉坎肩。

## 教育
- 俄羅斯聯邦布里亞特共和國布里亞特國立大學（Buryat State University）。

### 法律
- (Supreme Council of the Republic of Buryatia. February 22, 1994 Republic of Buryatia.  Constitution, as amended by the Law #332-IV of July 7, 2008. ).

## 延伸閱讀
- Leisse, Olaf; Utta-Kristin Leisse. . Nationalities Papers. September 2007, 35 (4): 773–788. doi:10.1080/00905990701475178.

## 外部連結
- 布里亞特共和國政府 （页面存档备份，存于）
- （俄文） Official website of the Republic of Buryatia
- Official website of the Republic of Buryatia (in Buryat)
- （俄文） Buryatia.org （页面存档备份，存于）, site about life in the Republic of Buryatia
- Article on Buddhism in Buryatia and Mongolia （页面存档备份，存于）